# 權武
權武（?—?），中国隋朝軍人、政治人物，表字武挵，天水郡（郡治今甘肃省天水市）人。北周開府權襲慶之子。
權武少骁勇果断，勇力绝人，能重甲上马。父權襲慶在并州与北齐作战，奮战而死。權武以忠臣子，起家拜开府，袭爵齐郡公。跟随王謙攻破北齐服龍五城。平定北齐，攻克邵州，又拿下另外六城。周宣帝时，受位勁捷左旅上大夫，進位上開府。
580年，楊堅担任丞相，把權武安排在身边。587年（隋文帝开皇七年）權武担任淅州刺史。参加对南朝陳征战，以行軍总管随晋王杨广出征六合。凱旋，担任豫州刺史。597年，因为他是創業旧臣、進位大将軍，检校潭州总管。桂州李世賢作乱，權武担任行軍总管随武候大将軍虞慶則討乱。虞慶則随后被处死，權武的功绩也没有算上，回到潭州。他造了很多金带，贈给岭南首領，首領以当地宝物作为答礼。權武都收受了，所以达到巨富。權武晚年生了一个儿子，招请宾客大開宴会，喝醉了酒，将管辖内的囚犯人全部释放。權武治理当地按南方的风俗，採用適宜施策，不按照律令。文帝楊堅知道后大怒，想要将他处死。權武在獄中上書，说起父亲權襲慶为武元皇帝杨忠战死马前的旧功，请求皇帝減刑。隋文帝饶他一命，除官爵为民。仁寿年間，再任大将軍，不久改任太子右衛率。
604年，隋煬帝楊广即位，權武担任右武衛大将軍，后来因事連坐免官。後复任桂州刺史，州郡改名，转为始安郡太守。召還京师，为右屯衛大将軍，再次因事連坐免官。在家中去世。其子權弘。

## 延伸阅读
[在维基数据编辑]
 《北史·卷078》，出自李延壽《北史》
 《隋書·卷65》，出自魏徵《隋书》